# McLaren MCL36
O McLaren MCL36 é o modelo de carro de corrida construído pela equipe McLaren para disputar o Campeonato Mundial de Fórmula 1 de 2022, pilotado por Lando Norris e Daniel Ricciardo.